# 朱安漨
海陽康隱王朱安漨（1472年—1512年），明朝周藩第一代海陽王，周惠王朱同䥝的庶第七子。

## 生平
朱安漨初封鎮國將軍。弘治二年（1489年）九月，進封海陽王。弘治三年（1490年）十一月，獲給歲祿一千石，米鈔中半兼支。弘治十三年（1500年）五月，朱安漨因出於私事拷無辜人致死，被革去祿米的三分之二，並受到降敕切責。
正德七年（1512年）十月，朱安漨去世，享年四十一歲，諡號康隱。十一年後，庶長子朱睦杲襲爵。

## 家庭

### 子
- 庶長子：海陽端康王朱睦杲